# Olof Dreijer

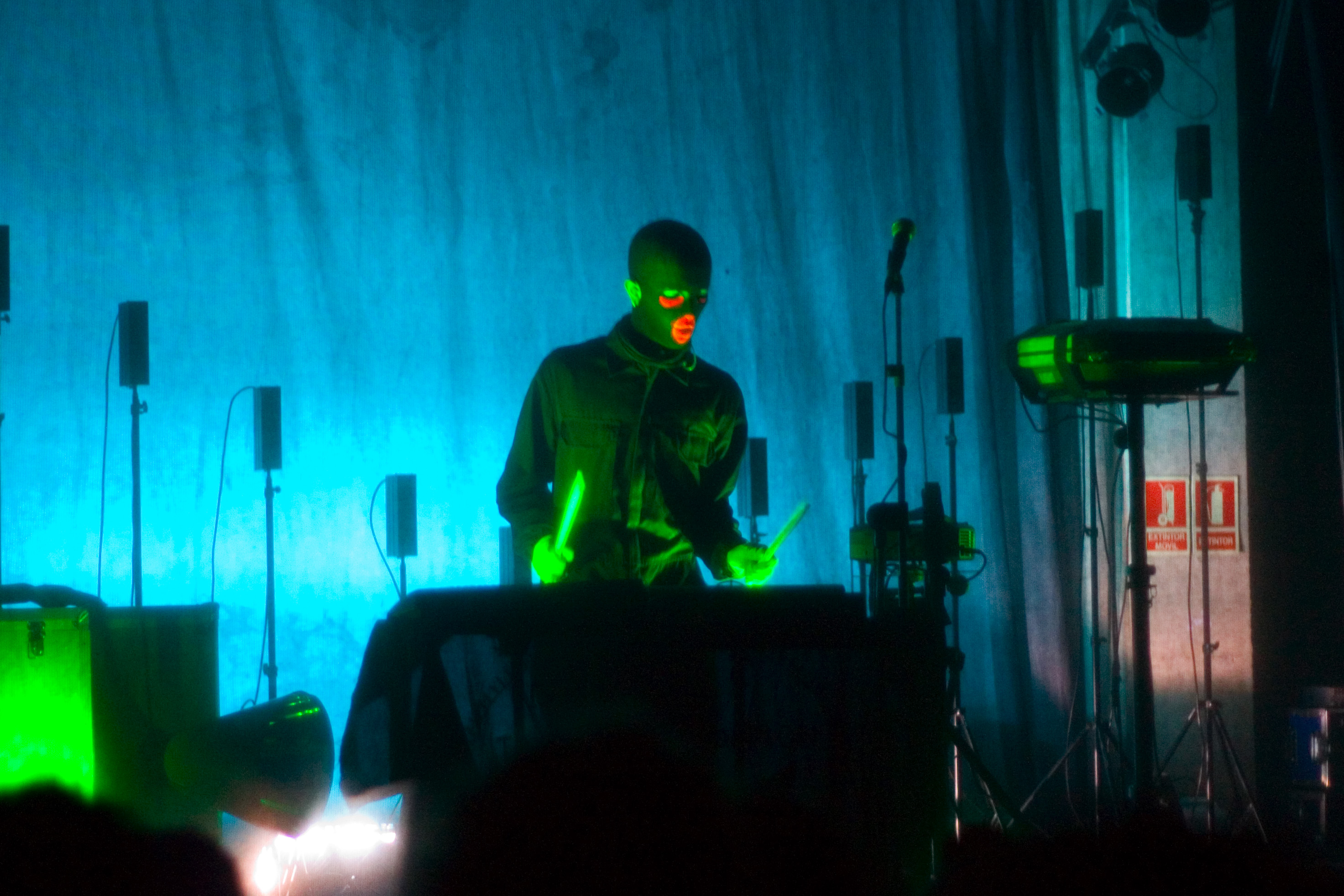
Olof Dreijer

Olof Dreijer (nascido em 1981) é um membro do duo eletrônico The Knife, formado com sua irmã Karin Dreijer Andersson.
Apesar do The Knife raramente tocar ao vivo, Olof toca como DJ Coolof em clubes pela Europa.